# Wilhelm Kisch
Wilhelm Kisch (Diedolshausen, 12 december 1874 — München, 9 maart 1952) was een Duits hoogleraar rechten.

## Hoogleraar rechten
Wilhelm Kisch werd als zoon van een douanier in de Elzas geboren toen die tot het Duitse keizerrijk hoorde en bezocht daar de middelbare school in Metz en Saargemünd. Vanaf 1893 studeerde Kisch rechten aan de Universiteit van Straatsburg. In 1902 werd hij er tot hoogleraar proces- en civiel recht benoemd. Vanaf 1916 bekleedde Kisch deze leerstoel aan de Universiteit van München. Kisch heeft aan diverse latere Europese prominenten college gegeven. In Straatsburg aan EGKS-stichter en EU-politicus avant la lettre Robert Schuman, in München aan de nationaalsocialistische topman Hans Frank en de joodse auteursrechtspecialist Ernst Denny Hirsch Ballin. Ook op het gebied van het Duitse verzekeringsrecht heeft Kisch enige betekenis gehad die zelf taxateur van nevenfunctie was.

## Het Derde Rijk
In 1933 richtte Kisch mede de gelijkgeschakelde rechtswetenschappelijke Academie voor Duits recht op waarvan hij loco-voorzitter werd. De voorzitter was nazileider Hans Frank die tevens een oud-student van Kisch was. In 1937 trad Kisch als loco-voorzitter af. In 1935 had hij al zijn leerstoel opgegeven waarbij hij heupproblemen als reden opvoerde.
Tijdens de na-oorlogse denazificatie beweerde Kisch dat zijn werkzaamheden in het Derde Rijk bedoeld waren om gematigde krachten te steunen en met name de nazi-juristen van de Universiteit van Kiel dwars te zitten. In eerste instantie werd hij als 'oorlogsmisdadiger' geclassificeerd en aangeklaagd, maar uiteindelijk werd hij geheel vrijgesproken.